# Suminoe
Suminoe (住之江区, Suminoe-ku) és un dels 24 districtes urbans de la ciutat d'Osaka, capital de la prefectura homònima, a la regió de Kansai, Japó. Sumiyoshi és el districte urbà amb més superfície de tota Osaka i on s'hi troba part del port d'Osaka.

## Geografia
El districte urbà de Suminoe es troba localitzat a l'extrem sud-occidental de la ciutat d'Osaka, capital de la prefectura homònima. El terme del districte de Suminoe limita amb els de Taishō i Nishinari al nord; amb la ciutat de Sakai al sud; amb Sumiyoshi a l'est i amb la badia d'Osaka, a la mar interior de Seto, a l'oest.

### Barris
Els chōchō o barris del districte són els següents:
- Anryū (安立)
- Izumi (泉)
- Kita-Kagaya (北加賀屋)
- Kitajima (北島)
- Kohama (粉浜)
- Kohama-Nishi (粉浜西)
- Shibatani (柴谷)
- Shin-Kitajima (新北島)
- Suminoe (住之江)
- Naka-Kagaya (中加賀屋)
- Nankō-Naka (南港中)
- Nankō-Higashi (南港東)
- Nankō-Minami (南港南)
- Nankō-Kita (南港北)
- Nishi-Kagaya (西加賀屋)
- Nishi-Suminoe (西住之江)
- Hamaguchi-Higashi (浜口東)
- Hamaguchi-Nishi (浜口西)
- Higashi-Kagaya (東加賀屋)
- Hirabayashi-Minami (平林南)
- Hirabayashi-Kita (平林北)
- Misaki (御崎)
- Midorigi (緑木)
- Minami-Kagaya (南加賀屋)

## Història
El districte de Suminoe va ser fundat el 22 de juliol de 1974, en l'última remodelació de les divisions administratives de la ciutat d'Osaka. Suminoe va sorgir com una escissió de l'aleshores sector occidental del districte de Sumiyoshi. El 28 i 29 de juny de 2019 s'hi va celebrar a l'Intex Osaka la cimera del G-20 d'Osaka, sent la primera vegada que el Japó acollia una cimera del grup dels vint.

## Transport

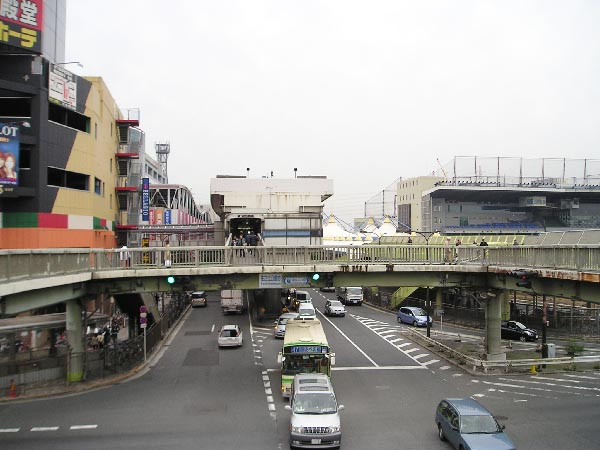
Estació de Sumiyoshi-kôen

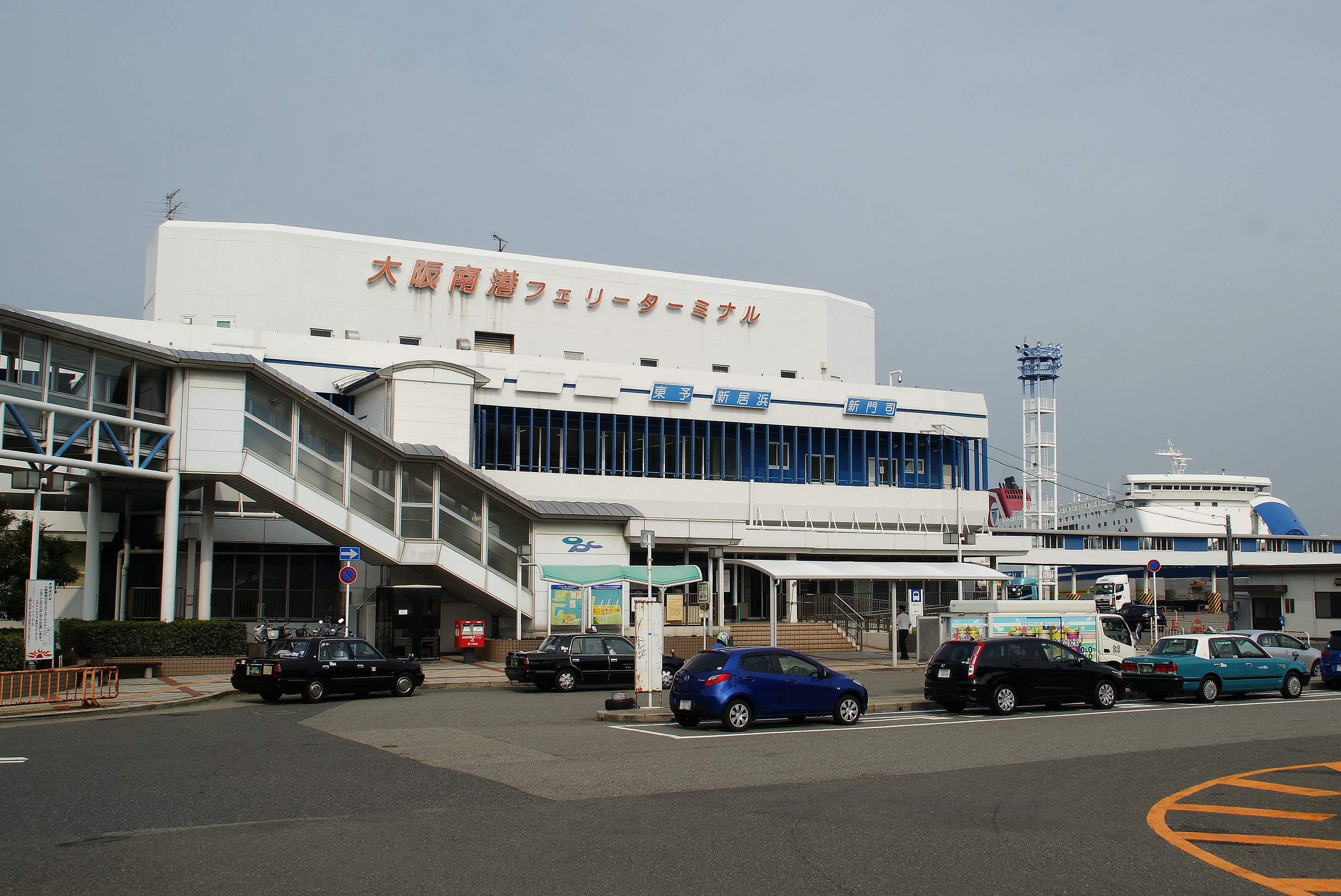
Terminal de passatgers del port

### Ferrocarril
- Metro d'Osaka
  - Tamade - Kitakagaya - Suminoe-kōen - Cosmosquare - Trade Center-mae - Nakafutō - Port Town-nishi - Port Town-higashi - Ferry Terminal - Nankō-higashi - Nankōguchi - Hirabayashi
- Ferrocarril Elèctric Nankai
  - Suminoe
- Xarxa de Tramvies d'Osaka-Sakai (Hankai)
  - Hosoigawa - Anryū-machi - Abikomichi

### Carretera
- Autopista d'Osaka-Kobe (Hanshin)
- Nacional 26 - Nacional 479
- Carreteres prefecturals i municipals

### Marítim
- Port d'Osaka-Port Sud (大阪南港, Ōsaka nankō)
  - Destinacions: Shikoku, Kyushu, Xangai, Pusan.[4][5]